# Козлова, Валентина Александровна
Валентина Александровна Козлова (30 октября 1947 — 25 января 2013) — передовик советской золотодобывающей промышленности, машинист дробильного агрегата горно-обогатительного комбината «Алданзолото» Якутского производственного золотодобывающего объединения (Якутзолото) Главалмаззолота СССР, полный кавалер ордена Трудовой Славы (1991).

## Биография
Родилась 30 октября 1947 года в городе Чимкенте Южно-Казахстанской области.
Работать начала телефонисткой в местной телефонной станции в родном городе.
В 1966 году переехала вместе с семьёй в Якутию. В 1967 году принята на работу транспортёрщицей 2-го разряда прииска «Нижний Куранах» горнообогатительного комбината «Алданзолото». В 1969 году перешла работать мотористкой дробильного агрегата прииска. Позже стала работать дробильщиком 4-го разряда. За период трудовой деятельности несколько раз становилась победителем социалистического соревнования.
Указом Президиума Верховного Совета СССР от 10 марта 1976 года была награждена орденом Трудовой Славы III степени.
Указом Президиума Верховного Совета СССР от 15 января 1981 года была награждена орденом Трудовой Славы II степени.
Указом Президиума Верховного Совета СССР от 17 июня 1991 года за успехи, достигнутые при выполнении плана и социалистических обязательств, за разработку и внедрения новых технологий и личный вклад в добычу золота была награждена орденом Трудовой Славы I степени. Стала полным кавалером Ордена Трудовой Славы.
Вела активную общественно-политическую работу в посёлке, входила в состав женской организации.
Проживала в посёлке Нижний Куранах. Умерла 25 января 2013 года.

## Награды и звания
- Орден Трудовой Славы I степени (17.06.1991);
- Орден Трудовой Славы II степени (15.01.1981);
- Орден Трудовой Славы III степени (10.03.1976);
- медалями.